# Umidena bilinea
Umidena bilinea är en insektsart som beskrevs av Medler 1992. Umidena bilinea ingår i släktet Umidena och familjen Flatidae. Inga underarter finns listade i Catalogue of Life.